# Зинерит
Зинерит — комбинированное лекарственное средство на основе эритромицина и солей цинка. Применяется для лечения угревой сыпи.

## Фармакологическое действие
Антибактериальный препарат для местного применения. Оказывает также противовоспалительное и комедонолитическое действие. Эритромицин действует бактериостатически на микроорганизмы, вызывающие угревую сыпь: Propionibacterium acne и Streptococcus epidermidis. Zn2+ уменьшает выработку секрета сальных желез.

## Показания
Угревая сыпь (при неэффективности общегигиенических и косметических средств), хроническое акне, неаллергические неспецифические прыщи.

## Режим дозирования
Наружно. С помощью прилагаемого аппликатора наносить тонким слоем на весь пораженный участок кожи 2 раза в сутки: утром (до нанесения макияжа) и вечером (после умывания), наклонив флакон с приготовленным раствором вниз, с легким нажимом. Разовая доза — 0,5 мл приготовленного раствора. После высыхания раствор становится невидимым. Продолжительность лечения — 10—12 недель.

## Побочные эффекты
Быстропроходящие: жжение, раздражение, сухость кожи в месте нанесения препарата.

## Особые указания
Может возникнуть перекрестная резистентность к другим антибиотикам группы макролидов, линкомицину, клиндамицину. Необходимо избегать попадания препарата в глаза или на слизистую оболочку носа и рта, так как это может вызвать раздражение и ожог. Очень эффективное средство, но важно не злоупотреблять им, так как может возникнуть привыкание и препарат потеряет свою эффективность.